# The Life of Moses
Pour plus de détails, voir Fiche technique et Distribution.
The Life of Moses (La Vie de Moïse) est un film américain réalisé par J. Stuart Blackton, sorti en 1909.
Ce film muet en noir et blanc met en scène le premier prophète du judaïsme, Moïse, qui conduit le peuple hébreu hors d'Égypte, pays où il vivait dans la servitude, après que les dix plaies infligées à l'Égypte ont permis la libération du peuple d'Israël.
Le film a été tourné à New York dans les studios de Flatbush (Brooklyn).

## Fiche technique
- Titre original : The Life of Moses
- Pays d'origine :  États-Unis
- Année : 1909
- Réalisation : J. Stuart Blackton
- Scénario : J. Stuart Blackton
- Société de production : Vitagraph Company of America
- Société de distribution : Vitagraph Company of America
- Langue : anglais
- Format : Noir et blanc – 1,33:1 – 35 mm – Muet
- Longueur de pellicule : 1 453 m (5 bobines)
- Durée : ~50 minutes
- Genre : Drame historique
- Dates de sortie :  États-Unis : 4 décembre 1909

## Distribution
- Pat Hartigan : Moïse
- Julia Arthur
- William Humphrey
- Charles Kent
- Edith Storey